# Budimir (prezime)
Budimir je hrvatsko prezime, koje se najčešće pojavljuje u Zagrebu, Splitu, Sinju, Šibeniku i Kutjevu.

## Osobe s prezimenomBudimir
- Ante Budimir (rođ. 1991.), hrvatski nogometaš
- Dennis Budimir (rođ. 1938.), američki glazbenik
- Marijan Budimir (rođ. 1980.), hrvatski nogometaš
- Mario Budimir (rođ. 1986.), hrvatski nogometaš
- Milan Budimir (1891. – 1975.), srpski klasični učenjak
- Nevenka Budimir (rođ. 1957.), hrvatska i bosanskohercegovačka pjesnikinja
- Pavao Budimir (1618. – 1670.), hrvatski biskup
- Živko Budimir (rođ. 1962.), hrvatski bosanskohercegovački političar